# Amiot 110
L'Amiot 110, citato anche come Amiot-S.E.C.M 110, fu un aereo da caccia monomotore, monoposto e monoplano ad ala alta a parasole, sviluppato dall'azienda aeronautica francese Société d'Emboutissage et de Constructions Mécaniques (SECM) nei tardi anni venti e rimasto allo stadio di prototipo.
Destinato all'Aéronautique Militaire, la componente aerea dell'Armée de terre (l'esercito francese), non fu in grado di soddisfare i requisiti richiesti e il suo sviluppo venne interrotto dopo la costruzione di un solo esemplare.

## Storia del progetto
Nel 1928 il Service technique de l'aéronautique (STAe) emise una specifica per la fornitura di un nuovo aereo da caccia intercettore leggero, indicato come legier Chasse "Jockey", o anche Plan Caquot, come dotazione futura dei reparti dall'Aéronautique Militaire, la componente aerea dell'Armée de terre (l'esercito francese). I requisiti erano relativi ad un velivolo, di derivazione da un modello da competizione, dotato di ottima visibilità, cellula con coefficiente di robustezza pari a 16, velocità massima raggiungibile di almeno 327 km/h (177 kn) a 3 500 m (11 483 ft) e un armamento comprendente due mitragliatrici Vickers calibro 7,7 mm costruite su licenza dalla Manufacture d'Armes de Châtellerault (MAC).
La proposta venne raccolta da numerose aziende aeronautiche nazionali, tra le quali la Société d'Emboutissage et de Constructions Mécaniques (SECM), che l'anno prima aveva acquisito la Société Latham di Caudebec-en-Caux, dove negli stabilimenti di Colombes avviò un programma di sviluppo di un modello adatto a soddisfare quel ruolo. L'ufficio tecnico dell'azienda, coordinato dall'ingegnere progettista André Dutartre, realizzò la cellula attorno al nuovissimo motore aeronautico Hispano-Suiza 12M, un 12 cilindri a V raffreddato a liquido. Il nuovo modello, indicato dall'azienda come 110, era inoltre caratterizzato dalla costruzione interamente metallica e dall'insolita velatura, sostanzialmente monoplana ala alta a parasole ma che integrava al piano alare posto sopra l'abitacolo aperto del pilota, due piccole appendici aerodinamiche supplementari poste ai lati sul fondo della fusoliera, quasi a rendere l'intera configurazione alare sesquiplana. Per il resto il modello riproponeva un'impostazione, per l'epoca, convenzionale, propulsore anteriore in configurazione traente, impennaggio classico monoderiva e carrello d'atterraggio fisso, con elementi principali a ruote indipendenti montati su strutture ammortizzate all'altezza del bordo d'attacco alare, integrato posteriormente da un pattino d'appoggio, anch'esso ammortizzato, posto sotto la coda del velivolo.

## Utilizzatori
Francia
- Aéronautique Militaire

### Annotazioni
1. ↑  A quel tempo la Francia, come gran parte delle nazioni dotati di un'aeronautica militare, non era strutturata con una forza armata aerea indipendente ma era una componente dell'esercito. L'Armée de l'air sarebbe stata istituita solo nel 1934.

### Fonti
1. 1 2  Frachet 1929, p. 4.
2. ↑  (EN) Graham M. Simons, Images of Aviation: Early French Aviation, 1905–1930, Pen and Sword, 2019, ISBN 9781526758750.
3. ↑  Frachet 1929, p. 3.

### Pubblicazioni
- (FR) André Frachet, L'avion Amiot-S.E.C.M 110 C.1, in Les Ailes, n. 413, Paris, 16 maggio 1929.
- AMIOT S.E.C.M. 110, in Aerei da guerra, Ginevra - Novara, Edito Service S.A. - Istituto Geografico De Agostini, 1993.
- (EN) NACA Aircraft Circulars: The Amiot S.E.C.M. 110 C.1 : A Single-Seat Pursuit Monoplane, n. 97, Washington, National Advisory Committee for Aeronautics, luglio 1929.